# Cacyreus niebuhri
Cacyreus niebuhri is een vlinder uit de familie van de Lycaenidae. De wetenschappelijke naam van de soort is voor het eerst gepubliceerd in 1982 door Torben Larsen.
De soort is alleen bekend van Jabal Bada’an in Jemen, gelegen op 2400 meter hoogte.